# Úrvalsdeild 1912
In 1912 werd het eerste editie van de Úrvalsdeild, het officiële IJslandse voetbalkampioenschap, gespeeld. Destijds was IJsland nog een onderdeel van het Koninkrijk Denemarken. Na één wedstrijd trok ÍBV zich terug. KR Reykjavík werd de eerste kampioen. 

## Eindstand
| Plaats | Club | Wed. | W | G | V | Saldo | Ptn. |
| ------ | ---- | ---- | - | - | - | ----- | ---- |
| 1.     | KR   | 2    | 1 | 1 | 0 | 4:1   | 3    |
| 2.     | Fram | 1    | 0 | 1 | 1 | 1:1   | 1    |
| 3.     | ÍBV  | 1    | 0 | 0 | 1 | 0:3   | 0    |

|  | Kampioen |

## Kampioen
| Úrvalsdeild 1912       |
| IJsland                |
| ---------------------- |
| KR Kampioen (1° titel) |